# Notte dei poeti giustiziati
La notte dei poeti giustiziati (in bielorusso Ноч расстраляных паэтаў?, traslitterato: Noč rasstraljanykh paetau) è stato un omicidio politico di massa di rappresentanti dell'élite culturale bielorussa ed ebraica, nonché di personaggi del mondo della scienza e dell'arte, avvenuto nella notte tra il 29 e il 30 ottobre 1937 nella prigione interna dell'NKVD e nel castello Pishchalovsky a Minsk. È considerato uno dei momenti più significativi della repressione in Unione Sovietica.

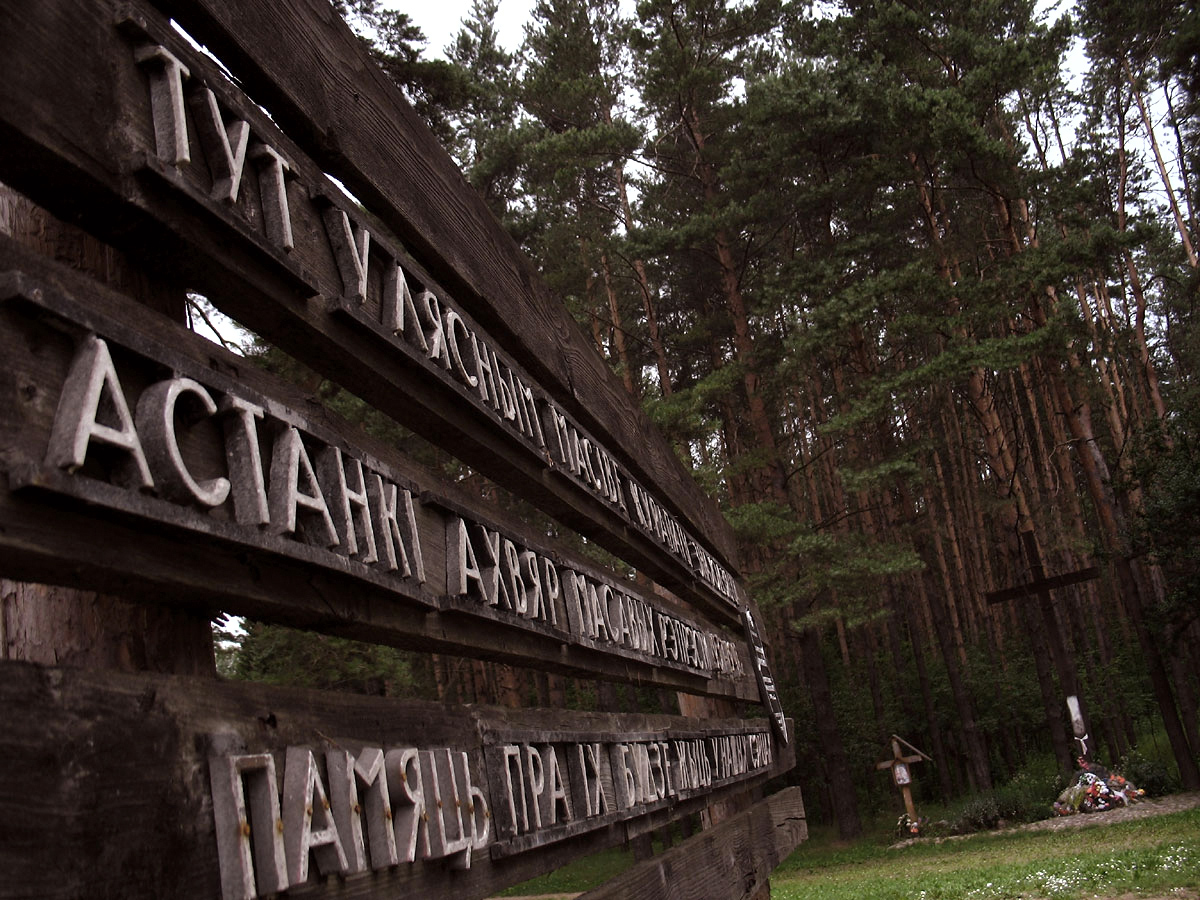
Targa commemorativa a Kurapaty

Il conto delle vittime ammonta a 132 circa, delle quali alcuni nomi rimangono sconosciuti.

## Nomi famosi

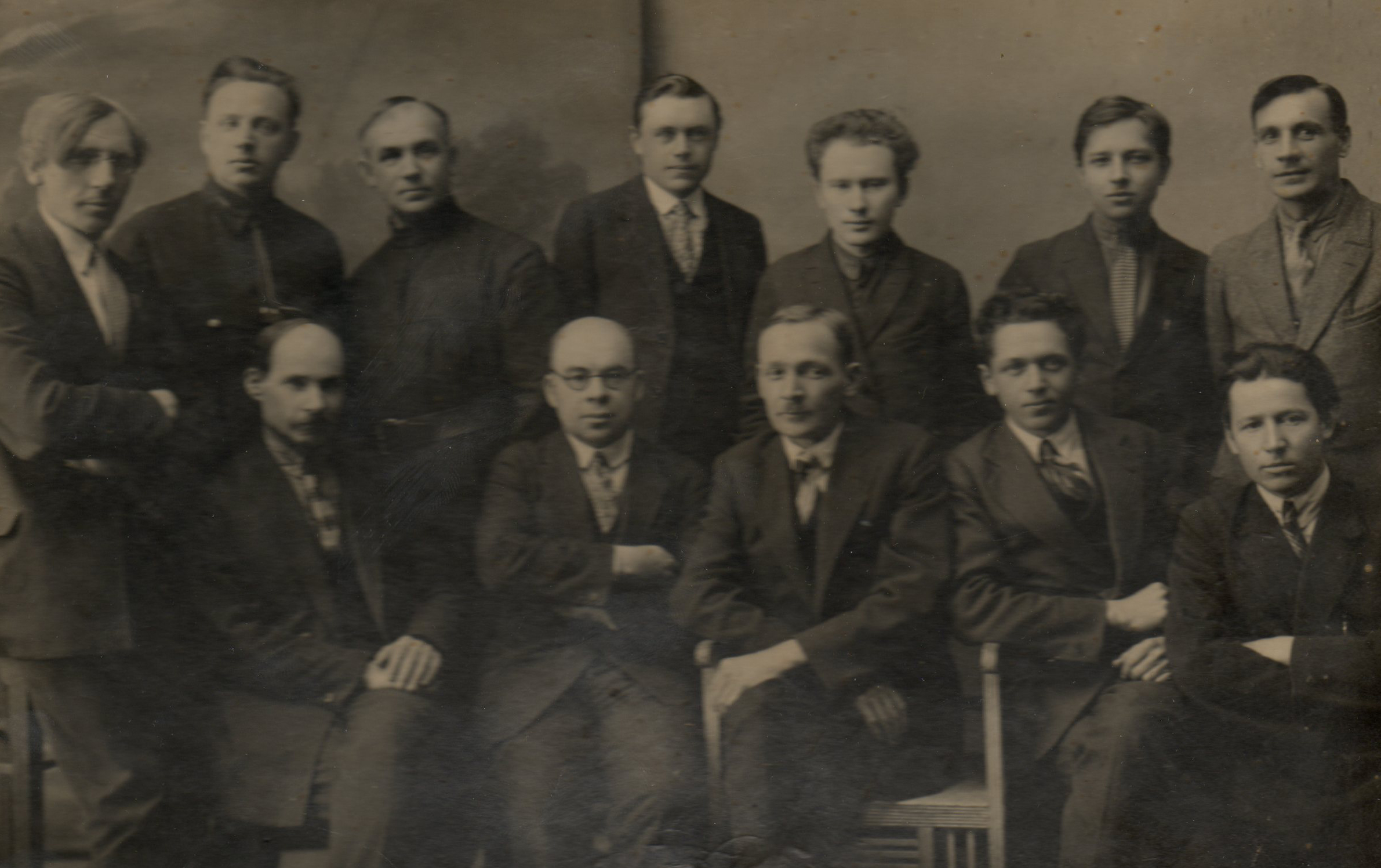
Parte degli scrittori durante la loro vita

Scrittori, poeti, critici letterari: 
Mikhas Čarot, Todar Kljačtorny, Ales Dudar, Jurka Ljavonny, Anatol Volny, Mikhail Kasyankov, Platon Halavach, Juliy Taubin, Valerij Morjakov, Moisei Kulbak, Izi Kharik, Vasyl Stačevskyi, Janka Nemanskyi, Zjama Pivovarov, Sjargei Murzo, Vasyl Kaval, Aron Judelson .
Statisti: Maksym Levkov, Lev Moisejev, Boris Malov, Boris Marjanov, Zmitser Selov, Andrei Turlai, Oleksandr Vorončenko, Viktor Jarkin, Zakhar Kovalčuk, Oleksandr Černučevich  .
Scienziati: Ananij Djakov, Ivan Zhivutskyi, Naum Zamjalin, Ivan Karpenko, Jelizar Mazel, Stepan Margelov, Pavel Mukhin, Grigorij Protasenja, Mykhail Rydevskyi, Pantelej Serdjuk, Jevgenij Uspenskyi, Josif Korenevskyi.

## Memoria

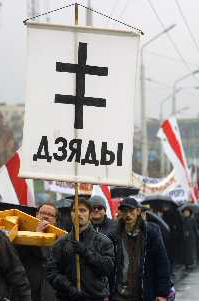
Azione a Kurapaty

Ogni anno in Bielorussia si tengono manifestazioni in ricordo degli innocenti uccisi.

## Nell'arte
- Film Kupala (2020)